# William Pérez
William Hernán Pérez Espinel es un abogado, periodista y político colombiano, nacido en Maní, Casanare en 1957. Fue gobernador de Casanare entre 2001 y 2003.
Luego de pasar parte de su infancia en Maní y Yopal, Pérez cursa la educación primaria y secundaria fuera de Casanare, en Bogotá y Sogamoso respectivamente. Se gradúa como abogado en la Universidad Nacional de Colombia y posteriormente se dedica a la actividad política en el departamento de Boyacá (y en el Partido Liberal), de donde es oriunda su familia. Años después obtendría los títulos de comunicador social, especialista en Manejo de Entidades Territoriales y Magíster en Gobierno Municipal. A principios de la década de 1990 regresa a Casanare, donde a través del periodismo empieza a involucrarse en la vida política de la región; es así como en 1992 y 1994 respalda las sucesivas candidaturas de Emiro Sossa a la gobernación del departamento; en 1995, tras el triunfo de Sossa, es designado Secretario Privado del Gobernador. En diciembre de 1995, cuando Emiro Sossa es suspendido debido a una investigación disciplinaria, William Pérez es nombrado por el Presidente Ernesto Samper como gobernador encargado; en mayo, tras ser destituido Sossa, Pérez es sustituido por Efrén Hernández en la administración departamental.
En octubre de 1997 enfrenta a Efrén Hernández por la Alcaldía de Yopal, pero resulta derrotado; pese a ello, este primer encuentro con las urnas le permite conformar un sólido equipo político que le incita a buscar la gobernación en las elecciones de 2000. Es así como en octubre de 2000 derrota al exgobernador Óscar Wilchez y se convierte en gobernador de Casanare. Cuando finaliza su mandato en diciembre de 2003, la alta popularidad alcanzada permite que sea tenido en cuenta como posible candidato para regresar al cargo en las siguientes elecciones.
En las elecciones legislativas de 2006 rechaza la posibilidad de aspirar al Senado y apoya a su antiguo competidor Óscar Wilchez en su exitosa reelección para la Cámara de Representantes; en julio de 2007, cuando ya había anunciado su candidatura a la gobernación es sancionado por la Procuraduría, que lo declara inhabilitado para ejercer cargos públicos hasta 2009, pero pese a ello mantiene la campaña, inscribiéndose como candidato por el movimiento Apertura Liberal, cuando se esperaba que fuera avalado por Cambio Radical (que dirige el congresista Wilchez en Casanare). Junto a Efrén Hernández, del Partido Liberal, y Raúl Flórez, del Partido de la U, era considerado uno de los favoritos para vencer en las elecciones del 28 de octubre de 2007; pero el Consejo Nacional Electoral lo retira como candidato luego de que la Procuraduría General de la Nación advierte que sobre Pérez recae una inhabilidad debido a algunas irregularidades durante su mandato como gobernador; ante la nueva situación, Pérez decide adherir a la candidatura de Raúl Flórez el 20 de octubre, a ocho días de las elecciones.
En el 2008 es inhabilitado por la procuradoria para ejercer cargos públicos por 20 años y en el 2009 se entrega a la fiscalía por la apropiación de 200.000 millones de pesos del erario y participación en parapolítica.
| Predecesor: Jorge Prieto Riveros | Gobernador de Casanare 1 de enero de 2001 al 31 de diciembre de 2003 | Sucesor: Miguel Ángel Pérez Suárez |

- Datos: Q20016481